# محمد يحيى الولاتي
محمد يحيى بن محمد المختار بن الطالب عبد الله المعروف بـمحمد يحيى الولاتي فقيه مالكي أشعري؛ ينتمي لمدينة ولاتة الموريتانية التي تُوفِّي بها سنة 1330 للهجرة (1912 ميلادية).

## حياته
وُلِد محمّد يحيى الولاتي سنة 1259 هجرية أو 1256 حسب المصادر وعاش يتيما فربّته والدته في بيت أخواله أهل الحاج ببان. تلقّى تعليمه الديني في ولاتة إذ كان يتجول بين حلقات الدروس في المساجد وبيوتات العلماء في المدينة.
بدأ بالتأليف مبكرا ووصلت مؤلفاته إلى مئة وعشر مؤلفات. تولّى محمّد يحيى الولاتي القضاء في إمارة مشظوف؛ ذكر الزركلي في كتابه الأعلام أنه «كان قاضى القضاة بجهة الحوض». اختار أهل ولاتة محمد يحيى الولاتي مفاوضا في خلافاتهم مع إمارة فوتا الزنجية. يُنقَل عنه قوله «إن ضوء النهار أعز من أن يضيع في غير المطالعة».

## الرحلة الحجية
غادر محمّد يحيى الولاتي مدينة ولاتة في السابع من رجب سنة 1311 هجرية (في حدود 1894 ميلادية) مع ابنيه محمد الحسن وأحمد؛ متوجّها إلى الديار المقدّسة في رحلة دامت ما يقارب ست سنوات؛ حيث عاد إلى مدينته في السادس من شوال سنة 1317 هجرية (1900 للميلاد). تلقت رحلة الولاتي إلى الحجاز الكثير من الاهتمام لما تحويه من مشاهدات وأخبار وفوائد تاريخية ودينية عن المدن والبلدان التي مرّ بها.
أقام محمد يحيى الولاتي بعد خروجه من ولاتة ثمانيّة أشهر في تيشيت ومنها غادر إلى شنقيط التي مكث بها شهرين؛ قبل أن يتوجه إلى الرباط مرورًا بحواضر أجاب في بعضها عن أسئلة واستفتاءات وُجِّهت إليه. أبحر الولاتي من الرباط لى الحجاز وأقام في البقاع المقدّسة حيث درّس موطّأ الإمام مالك ومتونا أخرى؛ وأفتى في مسائل تتعلّق بالقضاء على مذهب الإمام مالك. مرّ الولاتي في طريق عودته من الحجاز على مصر وأقام بها مدّة ناقش فيها علماء الإسكندرية وأجاب على أسئلة وُجِّهت إليه، ورأى حركة التأليف والطباعة المزدهرة في الإسكندرية والقاهرة. غادر الولاتي مصر متوجها إلى تونس التي مكث بها أزيد من شهرين والتقى فيها علماء وأفتى وألّف. مرّ محمد يحيى الولاتي في طريق عودته على الرباط ومنها توجّه إلى مراكش التي التقى فيها بالسلطان مولاي عبد العزيز ودرّس طلبة العلم وأخذوا عنه.

## مؤلفاته
بدأ الولاتي في التأليف مبكرا ووصلت مؤلفاته إلى 110 مؤلفات، بعضها مطبوع وأغلبها ما زال مخطوطا؛ ومن أهمها:
- الرحلة الحجازية (رحلة الحج).
- نظم الناسخ والمنسوخ وشرحه.
- نور الحق الصبيح في شرح أحاديث الجامع الصحيح.
- فتح الودود على مراقي السعود.
- نيل السول على مرتقى الأصول إلى علم الأصول.
- شرح رسالة ابن أبي زيد القيرواني.